# Albo illustrato

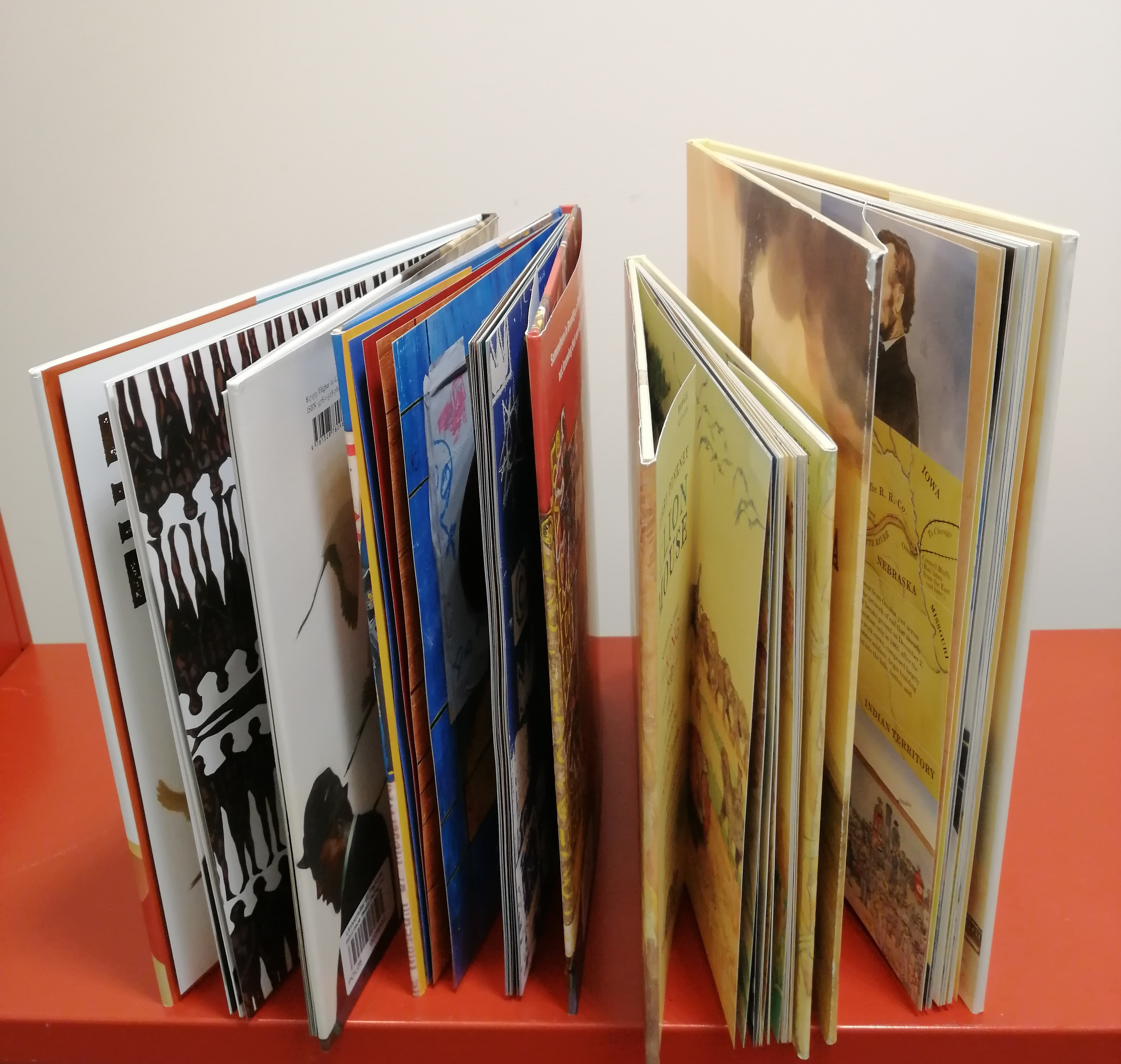
Collezione di albi illustrati

Un albo illustrato è un libro caratterizzato dall'uso di poche parole e molte figure. Si rivolge a un pubblico che va dai bambini in età prescolare, grazie all'uso delle illustrazioni, fino agli adulti. L'albo illustrato è di solito il primo testo scritto che un bambino incontra. Ospita una varietà di stili, tecniche di illustrazione e scelte iconografiche. Il testo, se presente, approfondisce la storia già narrata dalle immagini.
Caratteristiche dell'albo illustrato sono la sua brevità e il fatto di essere composto da immagini, parole e forme che interagiscono fra loro dando vita ad un linguaggio completamente nuovo. Il testo può essere assente, breve, in rima, con una sola parola per pagina o con un racconto che le attraversa, può interrompersi e lasciare spazio solo alle immagini oppure occupare tutto uno spazio in una pagina vuota senza illustrazioni. Ha un ritmo rapido, ha un verso di lettura e la sequenza degli eventi è in ordine cronologico. Inoltre, il rapporto fra le parole e le immagini può essere simmetrico (l'immagine rappresenta ciò che le parole descrivono)  o ironico ( l'immagine contraddice il testo)
Generalmente, i libri e le pubblicazioni inseriscono immagini subordinate al testo; l'albo illustrato invece pone specifica importanza verso l'illustrazione, in quanto la pubblicazione è creata appositamente come contenitore d'immagini, in cui testo e illustrazione agiscono non come elementi semplicemente giustapposti, ma con un linguaggio omogeneo, composto di poetica pittorica e poetica letteraria integrate. Silvia Blezza Picherle e Luca Ganzerla scrivono che "con il termine picturebook (albo illustrato) il significato della storia è creato e trasmesso attraverso l'interazione delle parole e delle immagini [...] In questo libro le parti verbali e iconiche instaurano tra di loro un continuo gioco di rimandi e richiami, tanto da definire un insieme indivisibile"

## Storia

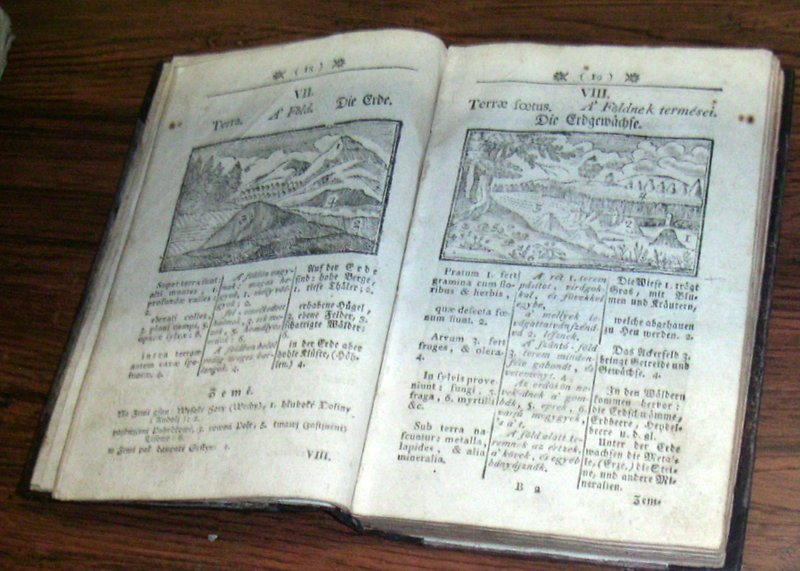
un'edizione illustrata dell'Orbis Pictus.

L'essere umano fin dall'antichità racconta per immagini e i libri sono illustrati ben prima dell'invenzione della stampa: nella Grecia antica si illustravano le opere degli autori classici, nel Medioevo gli amanuensi abbellivano i manoscritti con miniature. Nel XV secolo nacquero diversi testi destinati ai bambini con finalità pedagogiche e didattiche come ad esempio il Book of courtesye del 1477, realizzato dal primo stampatore inglese William Caxton, o il Kunst und Lehrbuchlein  pubblicato a Francoforte nel 1580.
Una prima e fondamentale esperienza di libro illustrato pensato espressamente per i giovani è pubblicato nel XVII secolo dal pedagogista ceco Comenius, con il titolo Orbis Sensualium Pictus pubblicato a Norimberga nel 1658. Il testo ebbe un enorme successo e fu tradotto sia in Europa sia in Asia.
Prima che l'albo illustrato divenisse una categoria editoriale evoluta in progetti destinati ai bambini, quest'ultimi hanno condiviso il destino di molti altri lettori illetterati, con fogli volanti portati da venditori nelle piazze, immagini di santi e storie popolari, oppure immagini che stavano fuori casa, su muri e soffitti di chiese e palazzi.
Gli albi illustrati moderni sono nati in Inghilterra alla fine del XIX secolo. Tra gli autori più importanti figurano Walter Crane, Randolph Caldecott,e Kate Greenaway, che curarono i primi libri illustrati destinati appositamente per i bambini delle famiglie borghesi.  Nella seconda metà dell'Ottocento in Inghilterra venivano prodotti e diffusi a tirature altissime piccoli libretti colorati per bambini di 6-8 pagine di forma quadrata (chiamati toy-books) ma di bassa qualità. Intorno al 1870 Edmund Evans apre la sua stamperia a Londra e prefigge come obbiettivo il miglioramento della qualità di questi prodotti e chiama a lavorare nella sua bottega prima Craine e poi Caldecott.
Randolph Caldecott è oggi considerato il padre dell'albo illustrato moderno grazie alla sua capacità di amplificare il testo nell'immagine: a lui infatti è dedicato il premio più importante del picturebook contemporaneo, la Caldecott Medal, attribuita ogni anno dai bibliotecari americani al miglior albo illustrato.
Negli stessi anni in Germania a Francoforte il dottor Heinrich Hoffmann Donner pubblicava Der Struwwelpeter,  prima nel 1845 e poi nella sua versione definitiva nel 1861 (in Italia il testo fu pubblicato per la prima volta con il titolo Pierino Porcospino, nel 1882 da Hoepli) considerato oggi un'icona della letteratura per l'infanzia in quanto per la prima volta questo genere letterario viene inteso espressamente dedicato ai bambini considerati come uno specifico pubblico di lettori  e Wilhelm Busch creava Max und Moritz, pubblicazione fondamentale per la storia del fumetto e dell'illustrazione.
Agli inizi del XX secolo vengono pubblicati Little Nemo in Slumberland negli Stati Uniti (1905) nato dalla matita di Windsor McCay, The Tale of Peter Rabbit (1901) e Peter Pan (1906) in Inghilterra, vere e proprie icone infantili. Beatrix Potter pubblicò a sue spese in duecentocinquanta copie The Tale of Peter Rabbit, un libretto all'apparenza semplice, dedicato ai più piccoli, con un paio di frasi per pagina accompagnate da illustrazioni. L'opera ebbe un enorme successo di vendite. Le illustrazioni di Beatrix Potter sono inseparabili dalle sue storie: parola e immagine si fondono e si integrano creando un nuovo oggetto che va al di là del semplice racconto descrittivo
Nella prima metà del Novecento la Francia è protagonista nella pubblicazione di albi illustrati che presentano una grande attenzione all'equilibrio estetico tra testo, impaginazione e illustrazioni: Edy Legrand (Macao et Cosmage ou l'experience du bonheur, 1919) famoso per le sue scelte cromatiche, Jean de Brunhoff (Histoire de Babar le petit éléphant, 1931) che per la prima volta affronta tematiche controverse, Paul Faucher editore degli Album di Père Castor
Nel XX secolo anche gli Stati Uniti scoprono il picturebook dalle importazioni dei titoli europei e molti sono gli autori che si dedicano a questo genere oltre a Windsor McCay: Wanda Gag (Millions of Cats, 1928), William Nicholson (The Pirate Twins, 1929), Ludwig Bemelmans (Madeline,1939), Robert McCloskey (Make Way for Ducklings, 1941, vincitore della Caldecott Medal), Leo Lionni (Piccolo blu e piccolo giallo, 1959), Maurice Sendak (Nel paese dei mostri selvaggi, 1963) fino ad arrivare gli albi illustrati editi da Harper grazie a Ursula Nordstrom

### In Italia
In Italia gli albi illustrati fanno il loro ingresso nella seconda metà del Novecento. In precedenza, i bambini potevano osservare le immagini della vite dei santi o dei dizionari illustrati. Come riporta Antonio Faeti nel suo saggio Guardare le figure, nell'infanzia dei nostri genitori o nonni, quando in Italia gli albi non erano diffusi, i bambini trascorrevano ore sui dizionari illustrati, sui cataloghi di vendita per corrispondenza, sulle figurine allegate dal marketing oppure a sfogliare un classico della letteratura illustrato.
Punto di svolta in Italia per il rinnovamento dell'albo illustrato sia come percezione dei lettori, sia come stile e concetto, è la nascita della Emme Edizioni a Milano nel 1966 fondata da Rosellina Archinto.  La scrittrice e giornalista genovese, dopo gli studi alla Columbia University di New York, torna in Italia e decide di fondare una casa editrice dedicata a soli libri per bambini piccoli che ancora non sanno leggere, libri con immagini e testi, libri anche stranieri tradotti. Gli Albi della Emme edizioni si differenziano subito dalle altre pubblicazioni dello stesso genere grazie alla loro forte innovazione nell'uso dell'immagine e per i temi. L'esperienza internazionale di Rosellina Archinto permette la traduzione e la pubblicazione in Italia degli albi illustrati più famosi editi in Gran Bretagna e negli Stati Uniti. Le pubblicazioni della Emme Edizioni si avvalgono della collaborazione di artisti ed intellettuali: ai grafici Enzo e Iela Mari si deve lo sviluppo in Italia dei silent book, libri senza parole pensati per la prima infanzia.(Il palloncino rosso, 1967).
Grande attenzione dedicò agli albi illustrati durante tutta la sua carriera dagli anni Trenta sino agli anni Novanta l'artista e designer Bruno Munari. Dalle sue geniali intuizioni e sperimentazioni nasce l'idea del libro gioco e del libro oggetto: uso dei materiali più disparati come stoffa, gomma per incoraggiare l'esperienza sensoriale dei più piccoli; il libro non solo si legge, si ascolta, si guarda, ma anche si tocca, si accarezza, si annusa, si morde. Nel 1972 Giulio Einaudi propone a Bruno Munari di progettare una serie di albi illustrati dedicata ai più piccoli: nasce Tantibambini.  La collana di 66 numeri propone libri di grande qualità a prezzi contenuti, di formato particolare, rilegatura con solo punto metallico, 32 pagine, con storie semplici ma fantastiche che iniziano dalla pagina di copertina
Nel 1977 Loredana Farina fonda a Milano La Coccinella Editrice, insieme a tre soci tra cui Giorgio Vanetti: sua l'idea di creare libri cartonati e "con i buchi" per bambini piccoli: fatti con spesse pagine di cartone, rilegati con spirale metallica, contengono brevi storie in rima. I cartonati Coccinella, veri e propri libri gioco, immediatamente riconoscibili hanno un successo immediato e comprati e pubblicati anche all'estero. La ricerca sul libro-gioco nata proprio dall'idea di Farina e Vanetti ha prodotto negli anni una gamma di oggetti-libro amplia e diversificata: i libri pop-up, i libri per il bagnetto, i libri che si smontano e si rimontano, i libri animati, i libri giganti.

## Gli albi illustrati oggi
Nella vita di ogni giorno, ragazzi e bambini sono circondati da un mondo di immagini. Imparare a riconoscerle, analizzarle, utilizzarle è diventato uno dei bagagli conoscitivi più significativi del terzo millennio. I bambini e le bambine crescono interagendo con le immagini e gli schermi visivi ben prima di imparare a leggere. Nello sviluppo dell’età evolutiva, l’alfabetizzazione visiva precede quella verbale: la bambina o il bambino imparano a guardare e riconoscere persone, animali e oggetti prima di imparare a nominarli.
L’albo illustrato permette di sviluppare competenze di Visual Literacy, ovvero di capacità di leggere e interpretare criticamente testi visivi.
Gli scrittori giocano sia con le immagini e le parole all'interno del testo, ma anche con la forma delle pagine del libro. Infatti, alcuni artisti e progettisti del visivo, tra cui Munari, giocano con la cartotecnica, cioè tolgono e aggiungono parole e immagini fino a progettare libri illeggibili, le cui pagine sono fogli di carta colorata, con tagli diversi, ma senza testo né segni. Alcuni albi prevedono l'utilizzo delle mani usandole in maniera divertente e creativa.
Responsabile della unione di entrambi i linguaggi è l'illustratore, che figura col proprio nome in copertina poiché ritenuto come autore del libro o coautore quando interviene anche uno scrittore. L’illustratore non è più un artigiano dell’immagine; oggi il suo ruolo è diventato indubbiamente più complesso e articolato, non solo per quanto riguarda gli albi, ma anche nei tradizionali libri illustrati o di divulgazione scientifica e umanistica. La professionalità dell’illustratore, sin dal Novecento, si caratterizzava per l’attenzione al libro, composto da una serie di elementi non solo iconici e grafici ma anche materiali, come ad esempio il formato, la presenza di fustellature o buchi, e molteplici funzioni di ordine semantico. L'illustrazione è un'attività artistica protetta dalla legislazione sul diritto d'autore, in quanto opera creativa. L'albo illustrato è la specialità che più caratterizza l'illustratore come artista figurativo nel mondo del libro, diversamente da quanto accade con altri tipi di pubblicazioni basate fondamentalmente sul testo.

## Tipologie
L’albo illustrato è la prima esperienza di lettura dei bambini intorno ai 10-12 mesi; infatti i libri dedicati alla fascia 0-3 anni spesso contengono solamente immagini o poche parole descrittive; sono perciò denominati wordless picturebooks o silent book e considerati “giocattoli istruttivi”, nonostante ne sia riconosciuta l’importanza per lo sviluppo dell’immaginazione e la stimolazione alla verbalizzazione attraverso la figura dell’adulto mediatore.
Oggetti ludici che invitano il bambino all’esplorazione ed alla scoperta diretta ed inclusi all’interno dei lavori di fiction e non-fiction: libri di stoffa, da colorare, musicali, pop-up e con i buchi. In particolare quest’ultimi sono albi caratterizzati da fustellature attraverso cui da una pagina si può scorgere la seguente, anticipando i dettagli della storia e suscitando così la curiosità nel lettore che riuscirà a prevedere quanto accadrà in seguito, sviluppando inoltre la capacità di astrazione, l’autostima e la percezione di sé.
A partire dagli anni sessanta vengono pubblicati numerosi silent book che non contengono solamente nomi o azioni, ma suoni onomatopeici e contrasti fra grandezze, colori, quantità.
Questa tipologia di libri rappresenta solitamente oggetti vicini all’ambiente del bambino, come gli animali, oppure appartenenti a categorie astratte, quali forme, numeri, lettere, in accordo con l'idea che i prototipi siano fondamentali per la categorizzazione della realtà. Albi che cercano in tal modo di consolidare il rapporto tra forma o parola e concetto sono definiti concept book, in quanto rappresentano oggetti della stessa categoria, come nel caso dell'ABC di Munari o di grandi libri cartonati come Il grande libro delle figure e delle parole (2011) dell'autore tedesco Ole Könnecke. Fondamentale nella narrazione di queste storie è la presenza del climax e riferimenti affettivi che, oltre a definire scopi, cause ed effetti delle azioni, coinvolgono emotivamente il lettore.
È stata rilevata scientificamente l’importanza della lettura sin dai primissimi anni dell’infanzia per la precoce acquisizione di competenze narrative: introduzione al principio di sequenzialità fondamentale per la comprensione di un testo, rilevazione del rapporto tra le immagini, abilità nella produzione di immagini mentali degli oggetti.
Lo sviluppo della capacità attentiva è, invece, stimolato in particolare dai wimmelbooks, libri silenziosi, per lo più cartonati, caratterizzati da rappresentazioni di scenari quotidiani in contesti paesaggistici come la città o la campagna, così ricchi di dettagli da dar luogo ad una lettura infinita alla scoperta di sempre nuovi particolari. Tra i più noti si ricordano quelli di Rotraut Susanne Berner (illustratrice tedesca nata nel 1948 a Stoccarda), le cui immagini hanno spesso una struttura ricorsiva: ambienti naturali, città, ma anche spazi interni delle case private aperte con la parete rivolta verso il lettore, in modo che questi possa guardare al suo interno, come davanti ad una casa delle bambole. Poiché tali albi sono privi di linee guida che aiutino il lettore a soffermarsi su determinati dettagli piuttosto che altri, l’interazione tra adulti e bambini nella lettura di tali immagini può essere molto differente e per questa ragione Beckett parla di crossover, una lettura possibile per ogni età.
Questo tipo di libri facilita anche la creazione di ponti fra le lingue e lettori diversi, ed un importante punto di riferimento a tal proposito è la mostra itinerante Silent book. Destinazione Lampedusa, che si svolge in tutto il mondo e fa convergere verso Lampedusa libri senza parole; l'iniziativa è inserita nel progetto di cooperazione internazionale Silent Books, from the world to Lampedusa and back, promosso a partire dal 2012 dalla sezione italiana di IBBY (International Board on Books for Young People) allo scopo di contrastare l’emarginazione di comunità multietniche in viaggio.
L’utilizzo di questi libri speciali promuove il diritto alla lettura per tutti, mettendo in comunicazione bambini appartenenti a lingue e culture differenti: le immagini permettono il superamento delle barriere linguistiche ed ognuno di loro può sentirsi libero di interpretare la storia a modo proprio, senza essere escluso in quanto membro di una minoranza linguistica; la lettura è intesa, in queste esperienze, come luogo di incontro con l’altro e primo tassello per la creazione di una comunità.